# Dipartimento di Caaguazú
Il dipartimento di Caaguazú è il quinto dipartimento del Paraguay situato nella parte centrale del paese. Il capoluogo è la città di Coronel Oviedo.

## Divisione politica
Il dipartimento è diviso in 21 distretti:
| Distretto                       | km²   | Abitanti (2002) |  |
| ------------------------------- | ----- | --------------- |  |
| Caaguazú                        | 923   | 98.136          |  |
| Carayaó                         | 920   | 13.234          |  |
| Coronel Oviedo                  | 876   | 84.103          |  |
| Doctor Cecilio Báez             | 146   | 6.173           |  |
| Doctor J. Eulogio Estigarribia  | 645   | 24.634          |  |
| Doctor Juan Manuel Frutos       | 553   | 19.128          |  |
| José Domingo Ocampos            | 144   | 9.198           |  |
| La Pastora                      | 216   | 4.440           |  |
| Mariscal Francisco Solano López | 1.230 | 7.330           |  |
| Nueva Londres                   | 246   | 4.110           |  |
| Raúl Arsenio Oviedo             | 1.379 | 27.734          |  |
| Repatriación                    | 866   | 29.503          |  |
| R. I. Tres Corrales             | 319   | 7.666           |  |
| San Joaquín                     | 483   | 14.930          |  |
| San José de los Arroyos         | 496   | 15.299          |  |
| Santa Rosa del Mbutuy           | 325   | 10.989          |  |
| Simón Bolívar                   | 328   | 4.938           |  |
| Tembiaporá                      |       |                 |  |
| Tres de Febrero                 | 214   | 8.818           |  |
| Vaquería                        | 1.155 | 10.257          |  |
| Yhú                             | 1.584 | 34.737          |  |

## Geografia fisica

### Territorio

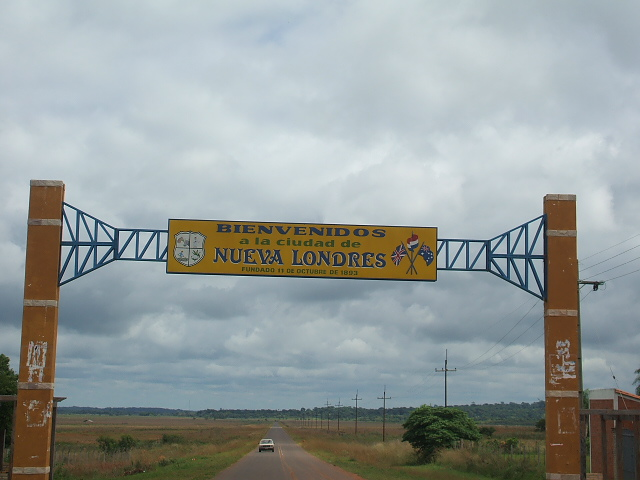
Ingresso a Nueva Londres

Il  dipartimento di Caaguazú è situato nella parte centrale del paese. Il territorio è attraversato da nord a sud dalla sierra di San Joaquin, che insieme ad altri rilievi laterali isolati, come quelli di Carayó e di Monte del Rosario, forma la cordillera di Caaguazú. I rilievi non superano i 200 m s.l.m. a ovest mentre verso est arrivano a superare i 250 m s.l.m.
Il dipartimento è attraversato da numerosi affluenti del fiume Paraguay, quali il Tebicuarymí, il Tobatiry, il Mbutuy e lo Hondo; la cordillera di Caaguazú divide questi ultimi dai fiumi appartenenti al bacino idrografico del Paraná, come l'Acaray, l'Yguazú, il Monday ed il Capiibary..

### Clima
Il clima è mite, la temperatura media annua è intorno ai 22 °C. È una delle regioni più piovose del Paraguay, questo e il clima mite ne fanno un'area agricola molto importante.

## Confini
Il dipartimento confina a nord con i dipartimenti di San Pedro e Canindeyú, a est con il dipartimento dell'Alto Paraná, a sud con il dipartimento di Guairá e a ovest con il dipartimento di Cordillera.

## Storia

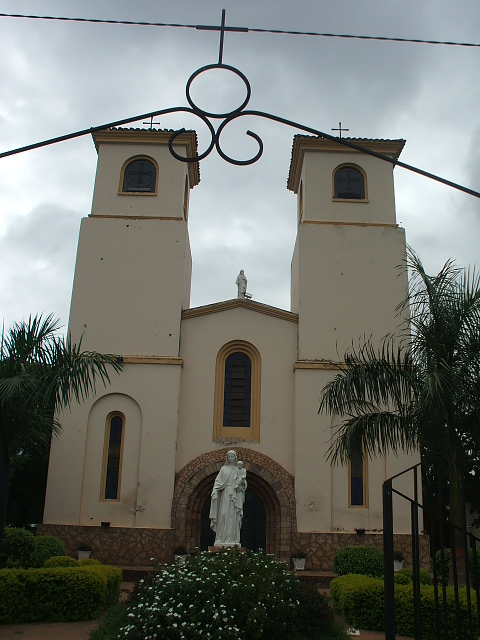
Chiesa di Coronel Oviedo

Nei secoli XVI e XVII il territorio rimase fondamentalmente spopolato a causa delle cruente incursioni dei bandeirantes paulisti. Le prime comunità sul territorio furono fondate solo a partire dal XVIII secolo, dopo la nascita nel 1713 della città di Curuguaty, oggi nel Dipartimento di Canindeyú; nel 1746 i gesuiti fondarono la riduzione di San Joaquín, mentre nel 1770 e nel 1790 nacquero rispettivamente le odierne Carayaó e Caaguazú. Nella parte orientale del dipartimento sono abbastanza comuni le colonie di origine straniera (mennoniti, britannici, tedeschi), sorte alla fine del XIX secolo in seguito ad una forte politica di immigrazione intrapresa dal Paraguay all'indomani della Guerra della triplice alleanza.

## Il dipartimento
Nel 1906 la legge di divisione territoriale della Repubblica creò il  dipartimento di Yhú; la riorganizzazione politica del 1945 impose l'attuale nome al dipartimento, estendendone il territorio verso nord-est. Nel 1973 il dipartimento di Caaguazú assunse la sua attuale forma, perdendo i distretti di Curuguaty, Villa Ygatimí e Ypehú.

## Economia
Il terreno fertile ne fa una zona molto produttiva, la coltura prevalente è il cotone seguito dalla soia, dalla canna da zucchero, dal mais e dalla tapioca.
Importante anche il settore dell'allevamento bovino.
L'industria è caratterizzata da un elevato numero di imprese molto piccole che si occupano prevalentemente della lavorazione del legno e produzione di mobili.
Oltre metà del territorio era coperto di foreste che negli ultimi anni hanno subito un pesante sfruttamento. La deforestazione ha creato danni soprattutto nell'area centrale e orientale del dipartimento.

### Turismo

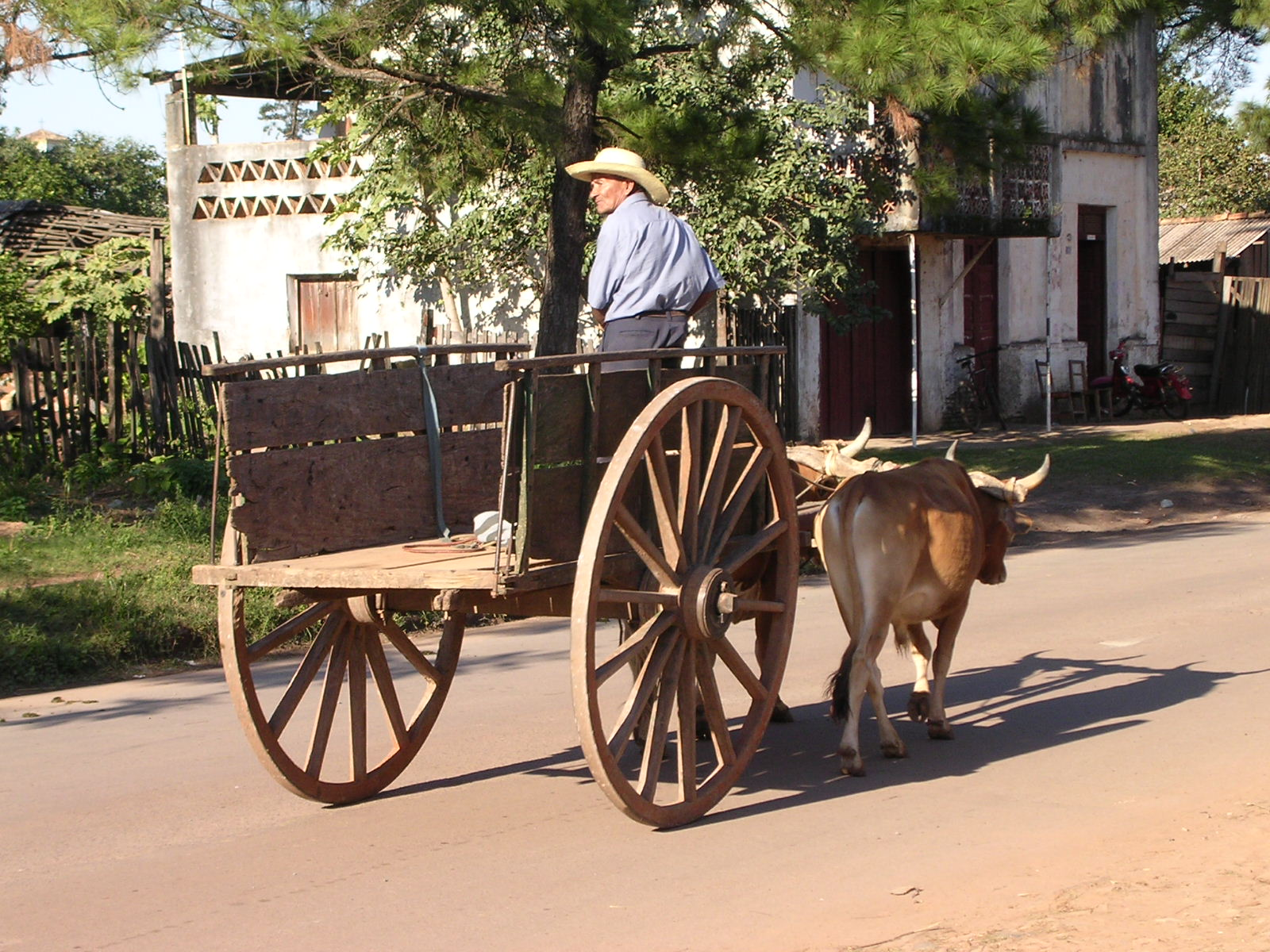
”Carreta” tradizionale a Coronel Oviedo

Il dipartimento di Caaguazú offre luoghi storici e naturalistici di grande importanza, come il Cerro Morotí, situato nel distretto di San Joaquín, nel quale è presente anche un'antica chiesa gesuita. Altre risorse naturali di grande richiamo sono costituite dai rilievi montuosi e dal lago Yguazú.

## Vie di comunicazione
La strada internazionale denominata Ruta Nº 2 Mcal. Estigarribia si incrocia a Coronel Oviedo con la Ruta Nº 7 Gaspar Rodríguez de Francia; da questo incrocio parte anche una diramazione stradale che si ricollega a nord con la Ruta Nº 3 Gral. Elizardo Aquino. La parte meridionale del dipartimento è toccata dalla Ruta Nº 8 Blas Garay, che comunica con il dipartimento di Guairá, a completare i 163 km di rete stradale nazionale asfaltata sugli 820 km di strade presenti nel dipartimento.